# Juan José Santamaría Rodríguez
Juan José Santamaría Rodríguez (Bilbao, Biscaia, 22 de maig de 1947), també conegut com a Juanjo Santamaría, és un exfutbolista basc que jugava com a porter.

## Trajectòria
Santamaría es va formar al planter de l'Athletic Club. En 1964 va formar part del primer Bilbao Athletic de la història, compartint el lloc de portera amb Juan Antonio Deusto. En 1965 també es va proclamar campió de la Copa del Rei Juvenil, on va ser titular. Juan José va disputar 145 partits amb el filial durant set temporades, sense poder fer el salt a l'Athletic Club a causa de la presència de José Angel Iribar.
En 1971 va signar pel Racing de Santander, on va ser titular indiscutible durant cinc temporades en les quals va estar a punt d'aconseguir els dos-cents partits oficials. Amb l'equip càntabre va marcar una miqueta de penal en la trobada de Lliga davant l'Atlètic de Madrid el 14 de març de 1976. Aquest gol li va permetre convertir-se en el primer porter a marcar en Primera Divisió.
En 1976 va fitxar pel Cadis CF, on va anar perdent presència amb el pas de les temporades. Es va retirar en les files del Barakaldo CF en 1981.

## Clubs
| Club                | Temporada   |
| ------------------- | ----------- |
| Bilbao Athletic     | 1964 - 1971 |
| Racing de Santander | 1971 - 1976 |
| Cadis CF            | 1976 - 1980 |
| Barakaldo CF        | 1980 - 1981 |